# Evaluación del desempeño
La evaluación del desempeño 360 grados o evaluación del rendimiento es un sistema formal para estimar el cumplimiento de las obligaciones laborales de un empleado. Es un proceso que sirve para juzgar o estimar el valor, la excelencia y las competencias de una persona, pero, sobre todo, la aportación que hace al negocio de la organización; es decir, la medida en que los colaboradores contribuyeron para alcanzar los objetivos propuestos. Su importancia es documentar cuán productivo es un empleado y en qué áreas podría mejorar. Una de las responsabilidades principales de los gerentes es valorar el desempeño de sus empleados.
La dedicación y la disciplina son claves para un óptimo desempeño laboral, así como la presencia de valores y competencias.

## Objetivo
El objetivo inmediato de la evaluación de desempeño es determinar cuál ha sido el desempeño de los empleados en sus puestos de trabajo. Esta información permitirá perseguir otras metas, especialmente metas relacionadas con los procesos de desarrollo (planes de formación, promociones, planes de compensación, etc.) 
Hablando específicamente de la evaluación de desempeño de 360 grados, esta tiene por objetivo poder medir las competencias de los líderes de una organización, ya que considera a todos aquellos puestos que tienen relación directa con el evaluado (pares, clientes internos, colaboradores y jefes), solicitando retroalimentación sobre su desempeño en las competencias clave del puesto, con el fin de poder mejorar cada puesto dentro de la empresa.

## Ventajas
El programa de evaluación del desempeño al darle seguimiento y mejora continua traerá múltiples beneficios a corto, mediano y largo plazo para el empleado, el jefe y la organización:

### Para el empleado
- Tener presentes de manera clara las expectativas de su jefe y la organización respecto a su puesto de trabajo, sus objetivos y desempeño.
- Conocer las características y competencias que la empresa valora más en las personas que conforman el equipo de trabajo.
- Contar con la oportunidad de hacer una autoevaluación para su crecimiento profesional.
- Estar motivado y comprometido para ofrecer su mejor esfuerzo a la empresa.

### Para el jefe
- Evalúa mejor y de manera objetiva el desempeño y comportamiento de sus empleados al contar con una base de medición y un sistema planificado y estandarizado.
- Cuenta con indicadores para evaluar y mejorar el estándar de desempeño de sus empleados.
- Tiene el poder de fomentar una mejor comunicación con sus empleados para que comprendan la dinámica de evaluación como un sistema objetivo y concreto mediante el cual pueden conocer cómo ha sido su desempeño en la compañía.
- Planifica y organiza su área en conjunto con todo el talento humano que la conforma para hacer sinergia y funcionar eficientemente.
- Disminuye la rotación de su equipo de trabajo actuando como un líder que ayuda al desarrollo de su personal, logrando compromiso y buen ambiente.

### Para la organización
- Permite establecer estándares y métricas de expectativas de desempeño individual de cada miembro de la organización.
- Alinear las metas individuales con las de cada departamento y éstas a su vez con las de la compañía.
- Optimizar los niveles de desempeño.
- Reconocer el desempeño sobresaliente así como identificar el desempeño débil de los trabajadores.
- Identificar las oportunidades de crecimiento y desarrollo según los perfiles, habilidades y competencias del personal.
- Recompensar el esfuerzo de los empleados de manera justa y equitativa con una base objetiva.
- Conocer las áreas de oportunidad de cada departamento.
- Lograr el compromiso, satisfacción e identificación de los trabajadores hacia la empresa.

## ¿Quién debe evaluar?
La evaluación del desempeño debe mostrar al colaborador lo que las personas piensan de su trabajo y de su aportación a la organización y al cliente; por lo tanto, es fundamental determinar quién debe realizar dicho proceso:

### Autoevaluación del desempeño
lo ideal sería que cada persona evaluara su propio desempeño, a partir de algunos criterios de referencia para evitar la subjetividad implícita del proceso. En las organizaciones más democráticas y abiertas, el propio individuo, con ayuda de su superior, es responsable de su desempeño y de su monitoreo, por lo tanto, cada persona puede y debe evaluar su desempeño como vía que le permita alcanzar las metas y los resultados establecidos y superar las expectativas
.

### El gerente
En la mayor parte de las organizaciones el gerente tiene una responsabilidad de línea por el desempeño de sus subordinados, de su constante evaluación y de la comunicación de los resultados. En esas organizaciones el propio gerente, con asesoría del área de Talento Humano que establece los medios y los criterios para efectuar la evaluación, es quien evalúa el desempeño del personal; el área de Talento Humano interviene para instruir, dar seguimiento y controlar el sistema, mientras que cada gerente conserva su autoridad de línea a la hora de evaluar el trabajo. 

### El individuo y el gerente
Si la evaluación del desempeño es una responsabilidad de línea y si el propio colaborador es el más interesado en ella, entonces una opción interesante es la reunión de las dos partes, de tal forma que el gerente funciona como el elemento que guía y orienta, mientras que el colaborador evalúa su desempeño en función de la realimentación que le proporciona el gerente, quien brinda al colaborador todos los recursos necesarios (orientación, entrenamiento, asesoría, información, equipo, metas y objetivos por alcanzar).

### El equipo de trabajo
Con esta modalidad, el propio equipo de trabajo evalúa su desempeño como un todo y el de cada uno de sus miembros y después, con cada uno, programa las medidas necesarias para su mejora. El equipo es el responsable de la evaluación del desempeño de sus participantes y define los objetivos y las metas que debe alcanzar.

### La evaluación de 360°
Todos los elementos que tienen alguna interacción con el evaluado califican su desempeño. El gerente, los compañeros y los pares, los subordinados, los clientes internos y externos, los proveedores y, en resumen, todas las personas a su alrededor, que abarca 360°, participan en la evaluación. Esta evaluación sirve para asegurar la adaptación y el acoplamiento del trabajador a las diversas demandas que recibe de su entorno de trabajo o de sus asociados. Sin embargo, si el colaborador no tiene una mentalidad abierta que conoce y acepta el sistema, queda en una posición muy vulnerable.

### La evaluación hacia arriba
Es una faceta específica de la evaluación para calificar al gerente. La evaluación hacia arriba es el contrario de la evaluación del trabajador subordinado por parte del superior, es la otra cara de la moneda, permite que el equipo evalúe a su gerente, qué tan bien proporciona al equipo los medios y los recursos para que alcance los objetivos y cómo podría incrementar la eficacia del equipo y ayudar a mejorar sus resultados. La evaluación hacia arriba permite que el grupo sostenga negociaciones e intercambios con el gerente, con la exigencia de nuevos enfoques en términos de liderazgo, motivación y comunicación, que darán lugar a relaciones de trabajo más libres y eficaces. 

### La comisión de evaluación del desempeño
Algunas organizaciones asignan la evaluación del desempeño a una comisión especialmente diseñada para tal efecto. Se trata de una evaluación colectiva a cargo de un grupo de personas directa o indirectamente interesadas en el desempeño de los colaboradores. Es habitual que la comisión esté compuesta por personas que pertenecen a distintas unidades de la organización y por miembros permanentes y transitorios. Los permanentes y estables (como el presidente de la organización o su representante, el ejecutivo mayor de talento humano y el especialista en evaluación del desempeño) participan en todas las evaluaciones y su función es moderar y asegurar que se mantenga el equilibrio de los juicios, que se respeten las normas de la organización y la constancia del sistema. Los miembros transitorios son el gerente de cada colaborador evaluado o su respectivo superior.
Sin embargo, a pesar de la evidente distribución de fuerzas, esta forma recibe muchas críticas porque la comisión es un tercero, un elemento externo y extraño, en el sentido de que las personas evaluadas sienten que se les hace menos, como si su desempeño dependiera de una comisión central que juzga a todos y que los aprueba o reprueba.